# Сугавара Кэндзи
Кэндзи Сугавара (яп. 菅原謙次 сугавара кэндзи) — японский актёр. Родился в 1926 году в Токио; настоящее имя — Сигэмаса Комацубара (яп. 小松原重政 комацубара сигэмаса). Отец Кэндзи занимался токивадзу (яп. 常磐津節) — одним из стилей музыки для дзёрури. Младшая сестра Кэндзи, Ёко Комацубара, является знаменитой исполнительницей фламенко.
Обучился актёрскому мастерству на курсах кинокомпании Daiei и дебютировал на эране в 1951 году. Известность Кэндзи принесла лента 1955 года «Кодокан снега и ветра» (яп. 風雪講道館 фу:сэцу ко:до:кан). В 1961 году Сугавара ушёл из «Дайэй» и сосредоточился на телесериалах; второй виток популярности Сугавары связан с исполнением главной роли в сериале 1961 года «Семь полицейских» (яп. 七人の刑事 ситинин но кэйдзи). Положительных отзывов удостоилась игра Кэндзи в кинокартинах и сериалах «Золотой демон», «Ледяной хребет», «Нихомбаси» (яп. 日本橋), «Родословная невесты» (яп. 婦系図 онна кэйдзу).
Умер от пневмонии в токийском госпитале в возрасте 73 лет.